# Cystoviridae
Cystoviridae es una familia de virus que infectan bacterias (bacteriófagos). Presentan un genoma de ARN bicatenario por lo que se incluyen en el Grupo III de la Clasificación de Baltimore. La cápside está estructuralmente definida por una simetría compleja y poseen una envoltura viral. El único género de la familia es Cystovirus.
Todos los cistovirus se caracterizan por sus tres cadenas (análogas a cromosomas) de ARN bicatenario, totalizando aproximadamente 14 kb, sus proteínas y una capa exterior lipídica. No se conocen otros bacteriófagos que tengan lípidos en su cubierta exterior, aunque Tectiviridae y Corticoviridae tienen lípidos dentro de su cápside. Se pueden dividir en dos grupos de virus. El primer grupo está formado por virus líticos que infectan bacterias gram-negativas siendo este grupo el mejor estudiado. Un segundo grupo está formado por virus atemperados que infectan bacterias gram-positivas. Muchos han sido aislados, principalmente por metagenómica.

## Géneros
Incluye los siguientes géneros:
- Alphacystovirus
- Betacystovirus
- Deltacystovirus
- Epsiloncystovirus
- Gammacystovirus
- Orthocystovirus
- Zetacystovirus